# Kay Werner Nielsen
Kay Werner Nielsen (Aarhus, 28 de maig de 1921 - Copenhaguen, 13 de març de 2014) va ser un ciclista danès, que fou professional entre 1948 i 1961. Va destacar sobretot amb el ciclisme en pista, on va aconseguir 14 victòries en curses de sis dies. Va guanyar diferents medalles al Campionat del món de persecució.

## Palmarès
- 1948
  -  Campió de Dinamarca de persecució
- 1949
  -  Campió de Dinamarca de persecució
- 1950
  -  Campió de Dinamarca de persecució
- 1951
  -  Campió de Dinamarca de persecució
  - 1r als Sis dies de Copenhaguen (amb Oscar Plattner)
- 1952
  -  Campió de Dinamarca de persecució
  - 1r als Sis dies de Copenhaguen (amb Lucien Gillen)
- 1953
  -  Campió de Dinamarca de persecució
- 1954
  -  Campió de Dinamarca de persecució
- 1955
  -  Campió de Dinamarca de persecució
  - 1r als Sis dies de Copenhaguen (amb Evan Klamer)
  - 1r als Sis dies d'Aarhus (amb Evan Klamer)
- 1956
  -  Campió de Dinamarca de persecució
  - 1r als Sis dies de Zuric (amb Gerrit Schulte)
  - 1r als Sis dies de Frankfurt (amb Evan Klamer)
- 1957
  -  Campió de Dinamarca de persecució
- 1958
  -  Campió de Dinamarca de persecució
  - 1r als Sis dies d'Aarhus (amb Palle Lykke)
  - 1r als Sis dies de Dortmund (amb Palle Lykke)
- 1959
  -  Campió de Dinamarca de persecució
  - 1r als Sis dies de Copenhaguen (amb Palle Lykke)
  - 1r als Sis dies de Frankfurt (amb Palle Lykke)
  - 1r als Sis dies de Berlín (amb Palle Lykke)
- 1960
  -  Campió de Dinamarca de persecució
  - 1r als Sis dies de Zuric (amb Palle Lykke)
  - 1r als Sis dies de Frankfurt (amb Palle Lykke)
- 1961
  - 1r als Sis dies d'Aarhus (amb Palle Lykke)